# Cug
Cug zaprzęg składający się z sześciu (a niekiedy czterech) koni wyjazdowych, rasowych albo podrasowanych, dobranych w pary albo czwórki typem, wzrostem, maścią, itd.; dawniej wojskowy pluton; szereg (wojska); z niemieckiego Zug 'ciąg; orszak; zaprzęg; pluton; przeciąg'.